# Ensete superbum
Ensete superbum är en enhjärtbladig växtart som först beskrevs av William Roxburgh, och fick sitt nu gällande namn av Ernest Entwistle Cheesman. Ensete superbum ingår i släktet ensetebanansläktet, och familjen bananväxter. Inga underarter finns listade i Catalogue of Life.

## Bildgalleri

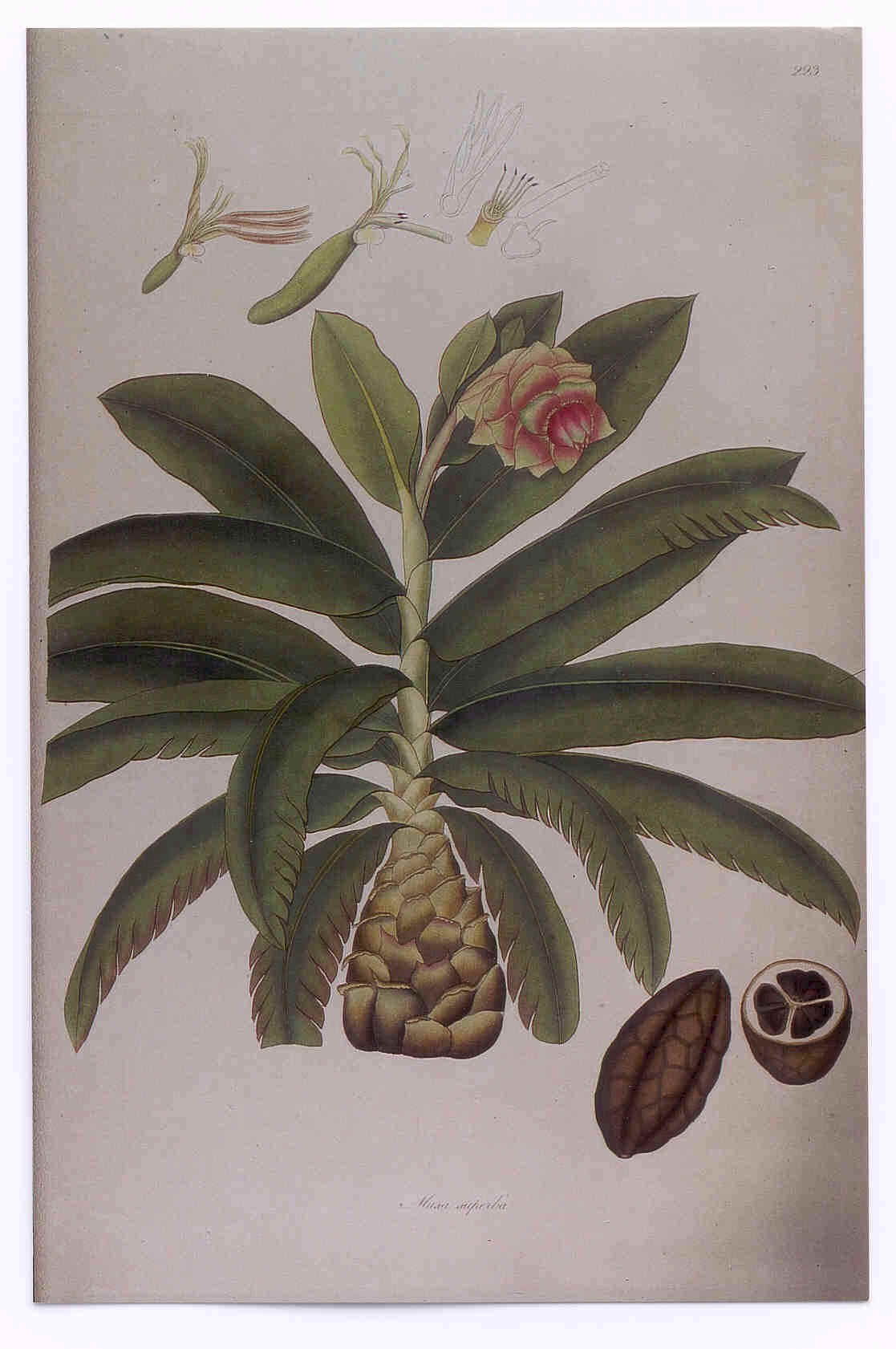
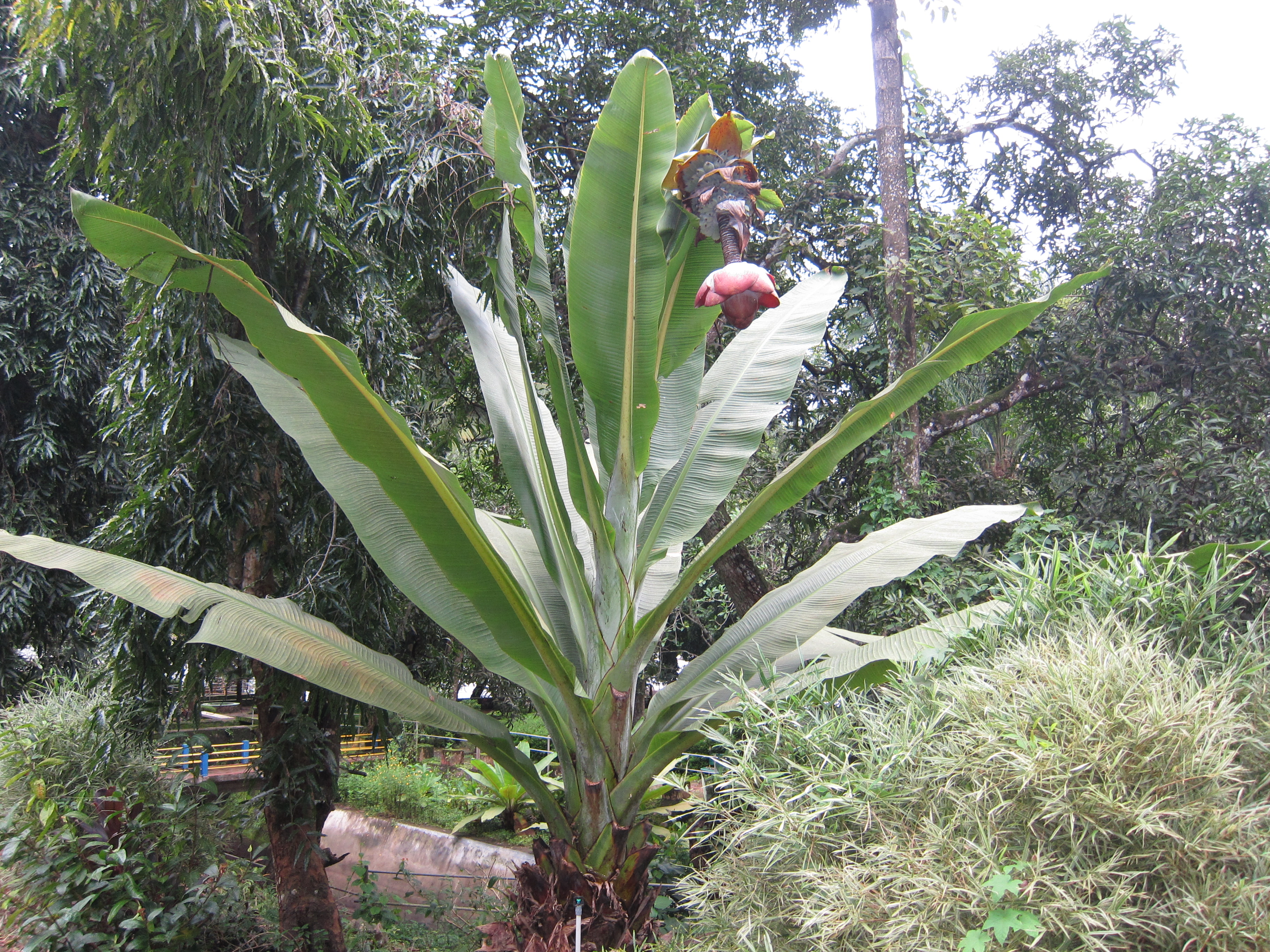
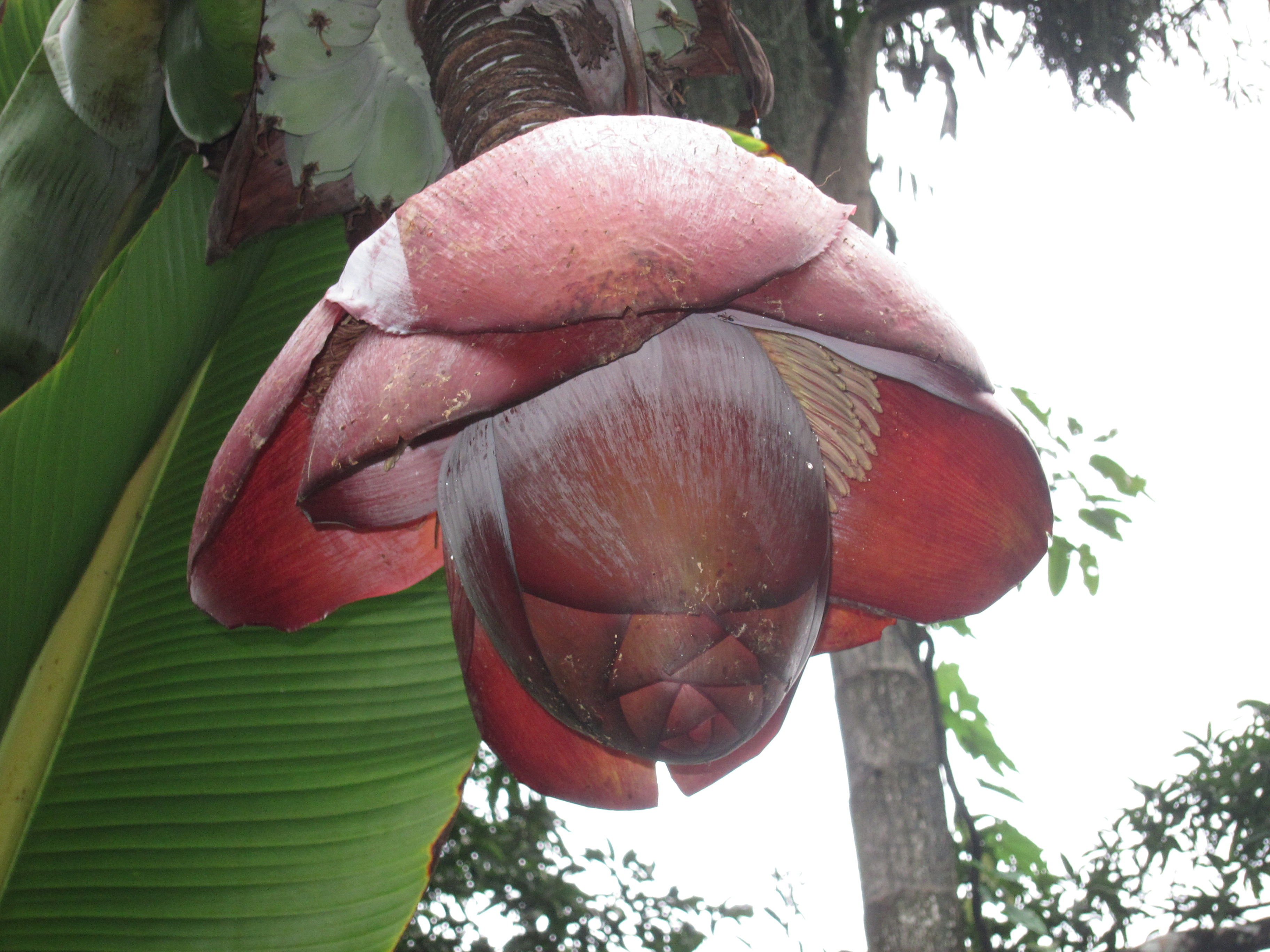
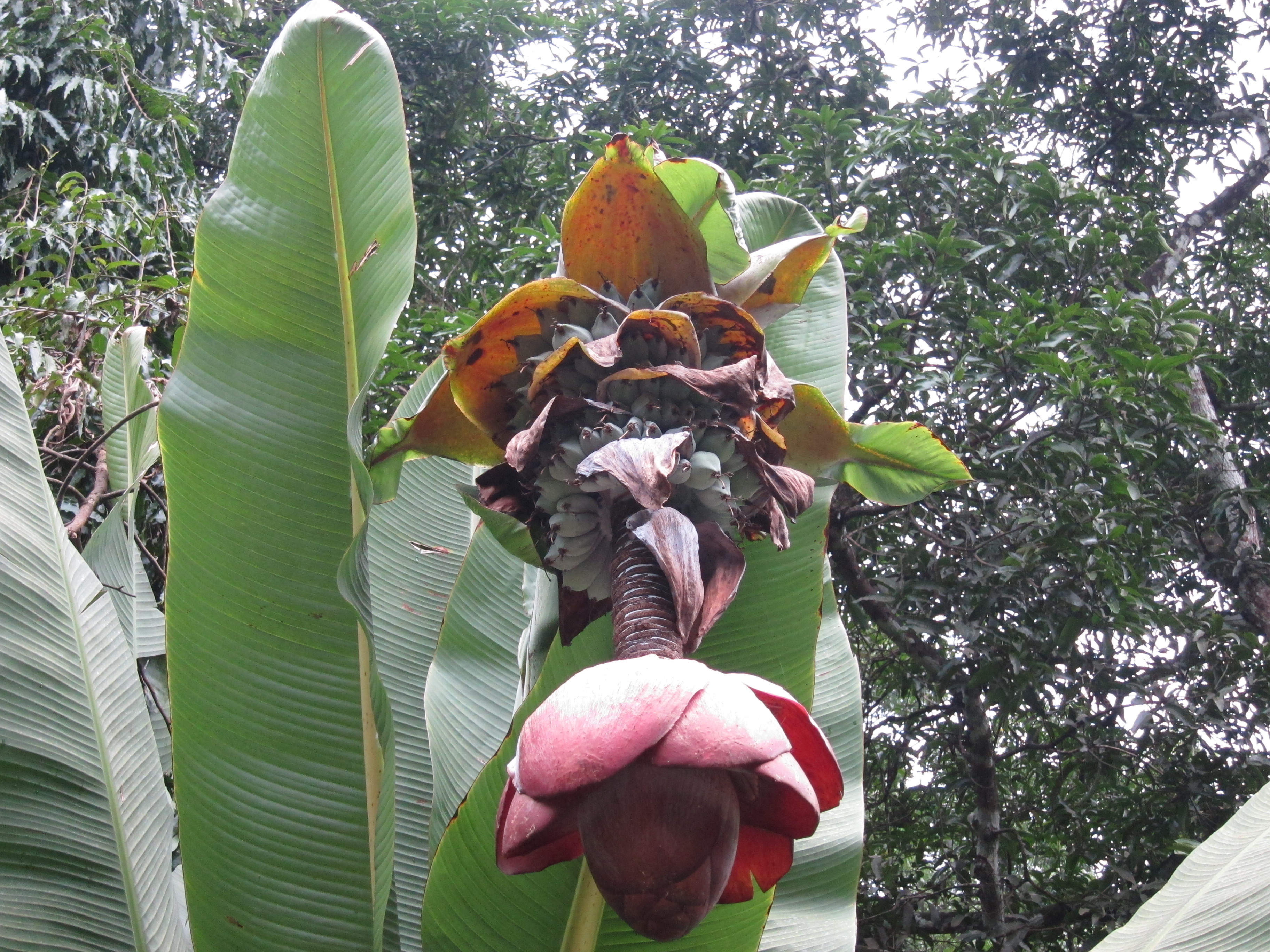